# Calle del Jardín Botánico
La calle de Jardín Botánico es una vía pública de la ciudad española de Segovia.

## Descripción
La vía discurre desde la calle de los Coches hasta la del Morillo. Alberga el Jardín Botánico de Segovia y de ahí el nombre. Aparece descrita en Las calles de Segovia (1918) de Mariano Sáez y Romero con las siguientes palabras:

Jardín Botánico.—Está comprendida entre las calles de Estiradores. Su nombre es debido a estar en ella el Jardín Botánico, dependiente del Municipio, lugar bien cuidado, con paseos y bastantes especies de plantas, y es lástima que por el sitio que ocupa, algo separado de las calles del tránsito, o por estar limitada su entrada, no fuese más concurrido, pues es un paseo de ameno esparcimiento y que hace honor a la cultrua de la Ciudad. La vía, aparte de este jardín, no tiene otra cosa que ser relatada.
(Sáez y Romero, 1918, p. 91)